# موسيقى الروك الأرجنتينية
الروك الأرجنتيني (ويعرف في الأرجنتين باسم rock nacional؛ أي الروك الوطني.) وهي موسيقى الروك تلك التي تُؤلف وتُؤدى من قبل الفرق الفنية أو الفنانون في الأرجنتين، وباللغة الإسبانية غالباً.
لقد كانت بداية الروك الأرجنتيني بتدوير أعمال الروك والرول الإنجليزية. ومع ذلك فإن ذروة البداية في تأليف أغانٍ جديدة، غالبا بالإسبانية، قد بدأت في نهايات ستينيات القرن العشرين، وذلك عندما بدأت عدة مجموعات مرائيب وفنانون مُلهمون تأليف أغان وأشعار غنائية على صلة بالحياة الاجتماعية المحلية والمفاهيم الموسيقية. ومنذ ذلك الحين، بدأ الروك الأرجنتيني مسيرته ليستمر ويمضي في تطور مطرد خلال سبعينيات وثمانينيات القرن العشرين، ليكون الروك الأرجنتيني بعد ذلك واحد من أنجح وأخصب أشكال الروك في اللغة الإسبانية والذي يعرف باسم روك إناسبانيول (Rock en español)، وكذا واحدا من أنجح أنواع موسيقى الروك التي تُؤدى بلغة غير اللغة الإنجليزية على مستوى العالم. يُعرف هذا النوع من الموسيقى في الأرجنتين باسم الروك الوطني.
يكمن الأثر المميز لموسيقى الروك الأرجنتينية في الإصرار على التأدية بكلمات اللغة الإسبانية. وإنّه لمن النادر أن تقوم فرقة موسيقية أرجنتينية بالغناء بلغة أجنبية كما هو شائع في بلدان أخرى كثيرة. ويعتبر الروك الأرجنتيني أحد الركائز المهمة التي بُنيت عليها الحركة الثقافية والموسيقية والتي أضحت تُعرف منذ ثمانينيات القرن العشرين باسم الروك اللاتيني. ولقد أضحى اليوم مصلح الروك الأرجنتيني مصطلحاً فضفاضاً تندرج تحته عدة أشكال من موسيقى الروك والثقافات الفرعية داخل الأرجنتين.

## أنواع موسيقية مشابهة
إنّ هُناك عدة مصطلحات فنية توصِّف الأنواع المختلفة للموسيقي في أمريكا الإيبيرية. والتي ربما تتداخل مع بعضها البعض أو لها مصطلحات مختلفة في بلدان أخرى. وبشكل عام، فإن هذه المصطلحات هي:
- روك أمريكا الإيبيرية: وهو يشمل كافة أشكال الروك في أمريكا اللاتينية بما فيها الروك البرازيلي والروك المغنى بالإنجليزية والبرتغالية واللغات الأصلية للأمريكتين.
- الروك بالإسبانية أو روك إنسبانيول ويتضمن كل أنواع الروك المغناة باللغة الإسبانية.
- الروك اللاتيني: ويشمل كل أنواع الروك والرول في بلدان أمريكا اللاتينية والبحر الكاريبي واللاتينيون في الولايات المتحدة. إضافة للروك المغنى بالإسبانية، فإن هذا النوع يشمل كل الروك المغنى باللغات الإنجليزية والبرتغالية والفرنسية واللغات ذات الأصل اللاتيني الأخرى. وعموماً فإن هذا المصطلح يشير إلى الحركة الثقافية التي بدأت في بلدان أمريكا اللاتينية في ثمانينيات القرن العشرين.
- الروك الوطني في الأرجنتين: ويشير إلى الروك الذي أخذ بالتطور المستمر منذ 1967 م؛ أي منذ إطلاق أغنية لابالسا.
- الروك الأرجنتيني: ويشير لكل أنواع الروك المؤداة في الأرجنتين، بغض النظر عن اللغة أو النوع.

## الروك والرول المبكر (1958-64)

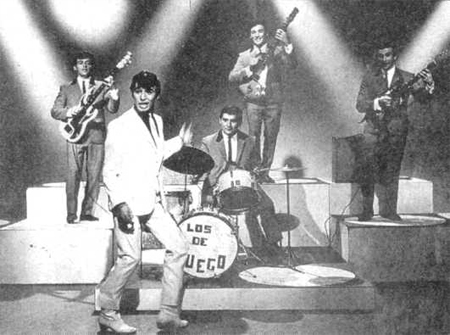
فرقة ساندرو وايلوس ديلفيوجو في 1961.

الروك والرول بدأ بالظهور في الأرجنتين عام 1956 بعد ظهور هذا النوع في الولايات المتحدة بين عامي 1954-1955، والذي كان أساسه موسيقى ريذم أند بلوز وموسسقى كانتري. إلفيس بريسلي وبيل هيلي (الذي زار الأرجنتين في 1958) أيقظوا الاهتمام بالروك في نفوس المغنين الأرجنتينيين. وتعد فرقة ساندرو وايلوس ديلفيوجو أبرز فرقة ظهرت في تلك الفترة؛ إذ سجلوا سلسلة ناجحة من أغاني الروك باللغة الإسبانية والتي ظهرت بكونها بديل عن أعمال الروك والرول الأمريكية، كذلك أخذت الفرقة تتمتع بشهرة تجارية. وفي تلك المرحلة ظهر ساندرو الذي حاز شهرة عالمية، كذا ظهر إيدي بكوينيو وغيرهم. 

## وصلات خارجية
- الروك الأرجنتيني، فنانون، أغاني، ألبومات
- أخبار وحفلات وأكثر
- موسيقى الأرجنتين الجديدة